# Symeon stylitens kyrka

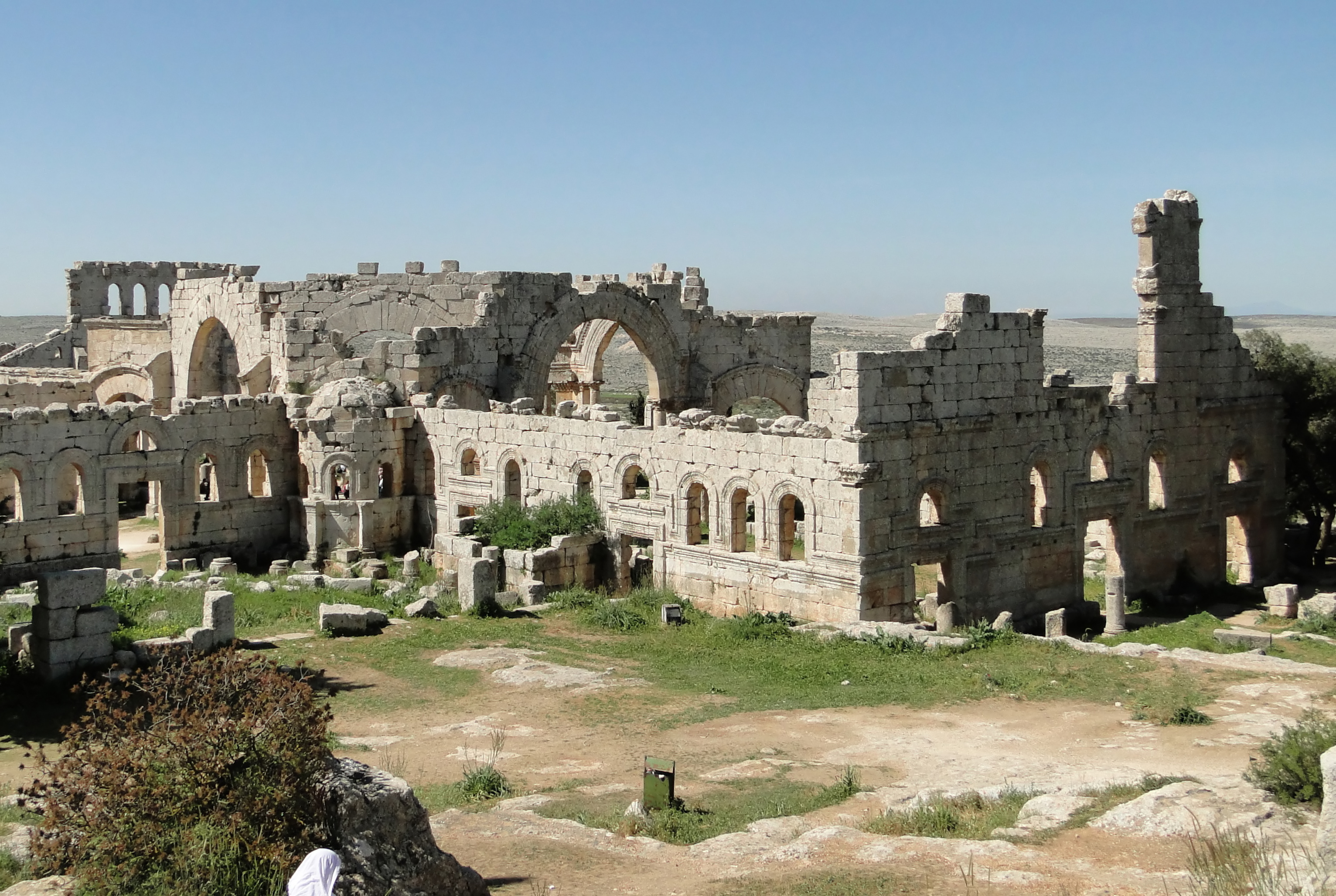
Vy över kyrkokomplexet

Symeon stylitens kyrka (arabiska: كنيسة مار سمعان العمودي Kanīsat Mār Simʿān al-ʿAmūdī) är en historisk byggnad belägen omkring 30 km nordväst om Aleppo i Syrien. Kyrkan är den äldsta kvarvarande bysantinska kyrkan och daterar sig till 400-talet. Den ligger i den döda staden Telanissos, som ligger intill forntida staden Antiochia och är uppförd där Symeon stylitens pelare. Kyrkan är även känd som Qalaat Semaan (arabiska: قلعة سمعان Qalʿat Simʿān), 'Symeons fästning' och Deir Semaan (arabiska: دير سمعان Dayr Simʿān), 'Symeons kloster' .

## Historik

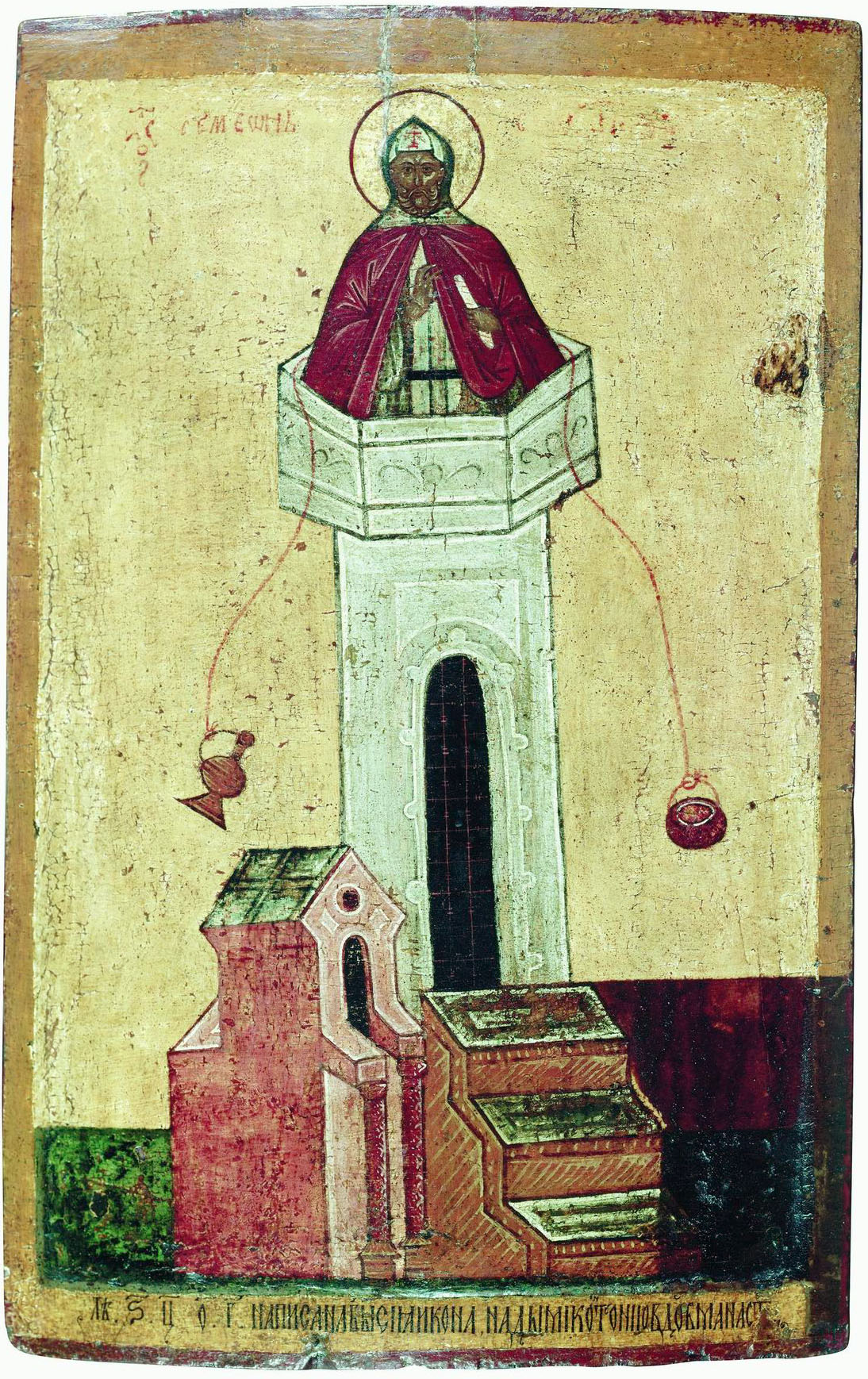
Ikon med Symeon styliten

Symeon föddes 386 i en by i Amanusbergen. Han blev munk i ett kloster i området, men beslutade sig snart att leva sitt liv som en eremitmunk. Efter att bott i en grotta en tid, flyttade han till toppen av en pelare som till slut var 15 meter hög, allt för att uppnå en större avskildhet. Snart kom stora skaror från olika håll för att höra honom predika, vilket han gjorde två gånger om dagen.
Efter 37 år på toppen av sin pelare, dog han år 459. Hans kropp flyttades högtidligt till Antiochia av sju biskopar och flera hundra soldater, åtföljda av en mängd hängivna anhängare. Symeons grav i Antiochia blev ett betydande pilgrimsmål, och så blev också hans pelare på den steniga branten där han tillbringat sina sista fyra årtionden.
Inom ett par få decennier (omkring 475), byggdes ett martyrium till hans ära på denna plats, vilket bestod av fyra basilikor som utgick från sidorna av en central oktagon som omslöt den berömda kolonnen.
Den 5 000 kvadratmeter stora golvytan var nästan lika stor som den i Hagia Sofia i Konstantinopel. Till skillnad från Hagia Sophia byggdes Symeon stylitens kyrka på en kal kulle, 60 km från närmsta stad. Men den var inte isolerad: kyrkan var bara en del av ett stort, muromgärdat komplex som innefattade ett kloster, två mindre kyrkor och flera stora gästgiverier. När Syrien erövrades av muslimska araber tvingades de kristna överge kyrkan och komplexet.

## Status idag

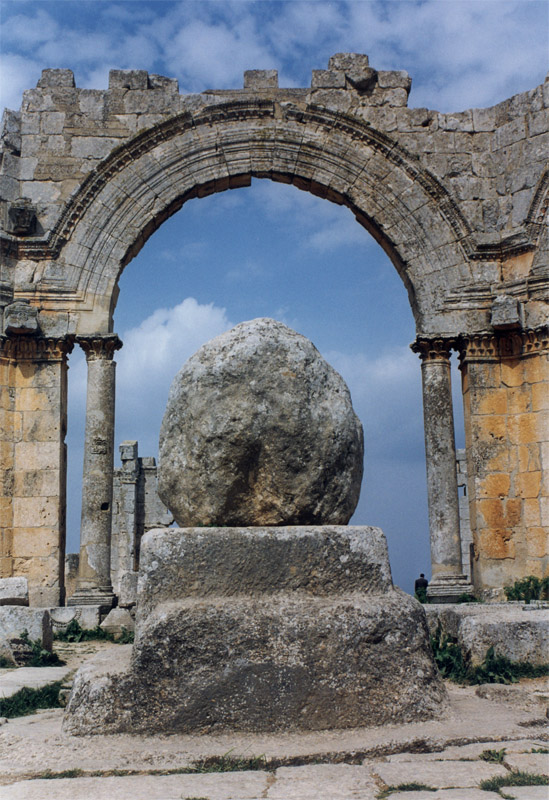
Symeon stylitens pelare idag

Sankt Simeons pelare kan ännu beskådas i mitten av gårdsplanen, även om den idag bara är 2 meter högt stenblock efter århundraden av reliksamlande pilgrimer. Gårdsplanen omges av fyra basilikor på en korsformad plan.
Den östra basilikan är något större än de andra; den var den viktigaste och här hölls alla större ceremonier. Intill den södra muren av den östra basilikan ligger kapellet och klostret.
På motsatta sidan av den södra basilikan ligger ett baptisterium, som byggdes något senare än huvudkyrkan, men som utgör en viktig del i pilgrimskomplexet. Väster om detta dopkapell, finns processionsvägen som leder mot Deir Semaan.
I juni 2011 blev kyrkan och den omgivande byn en del av världsarvet "Forntida byar i norra Syrien".

## Bildgalleri

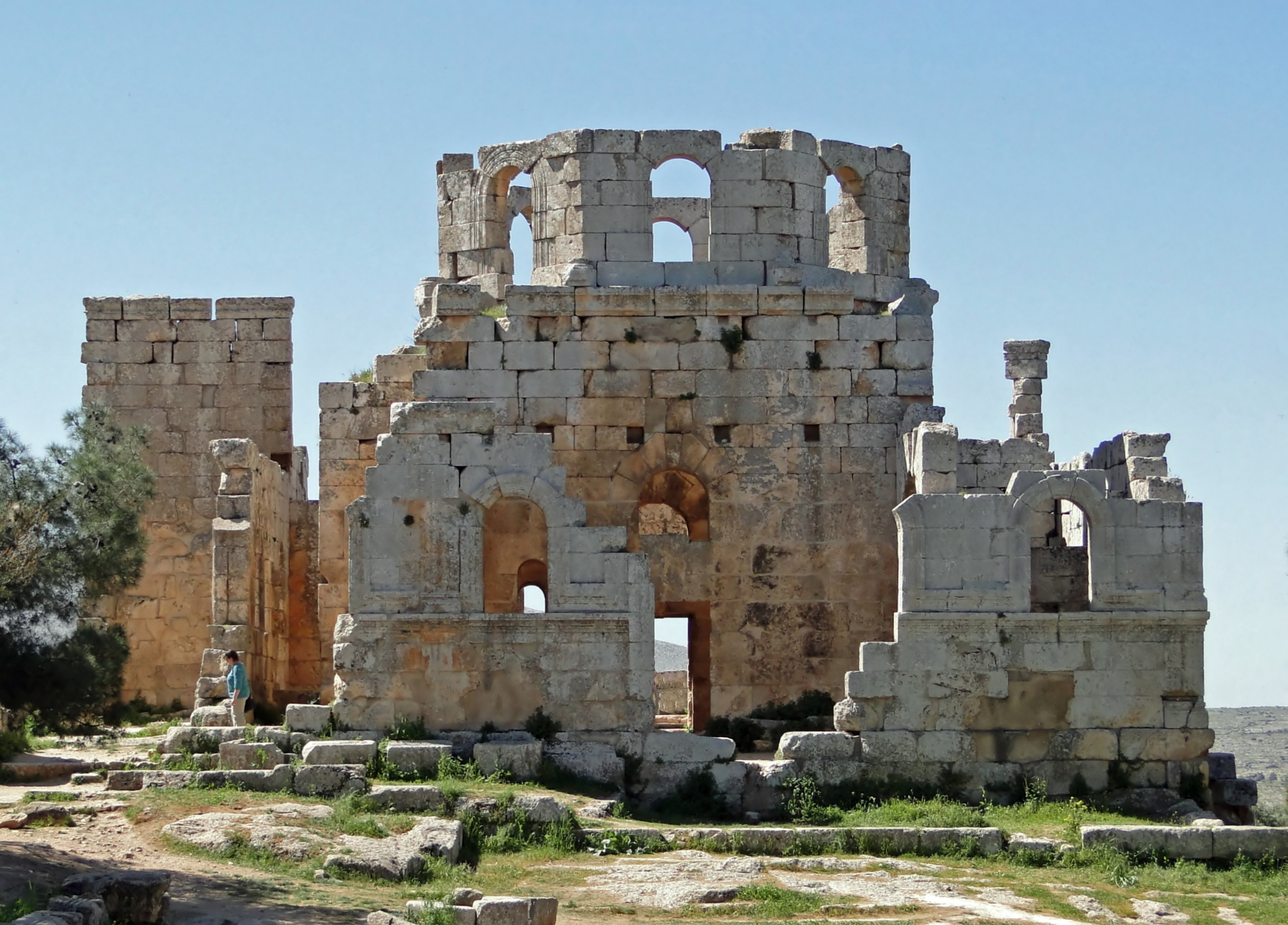
Baptisterium (dopkapellet)
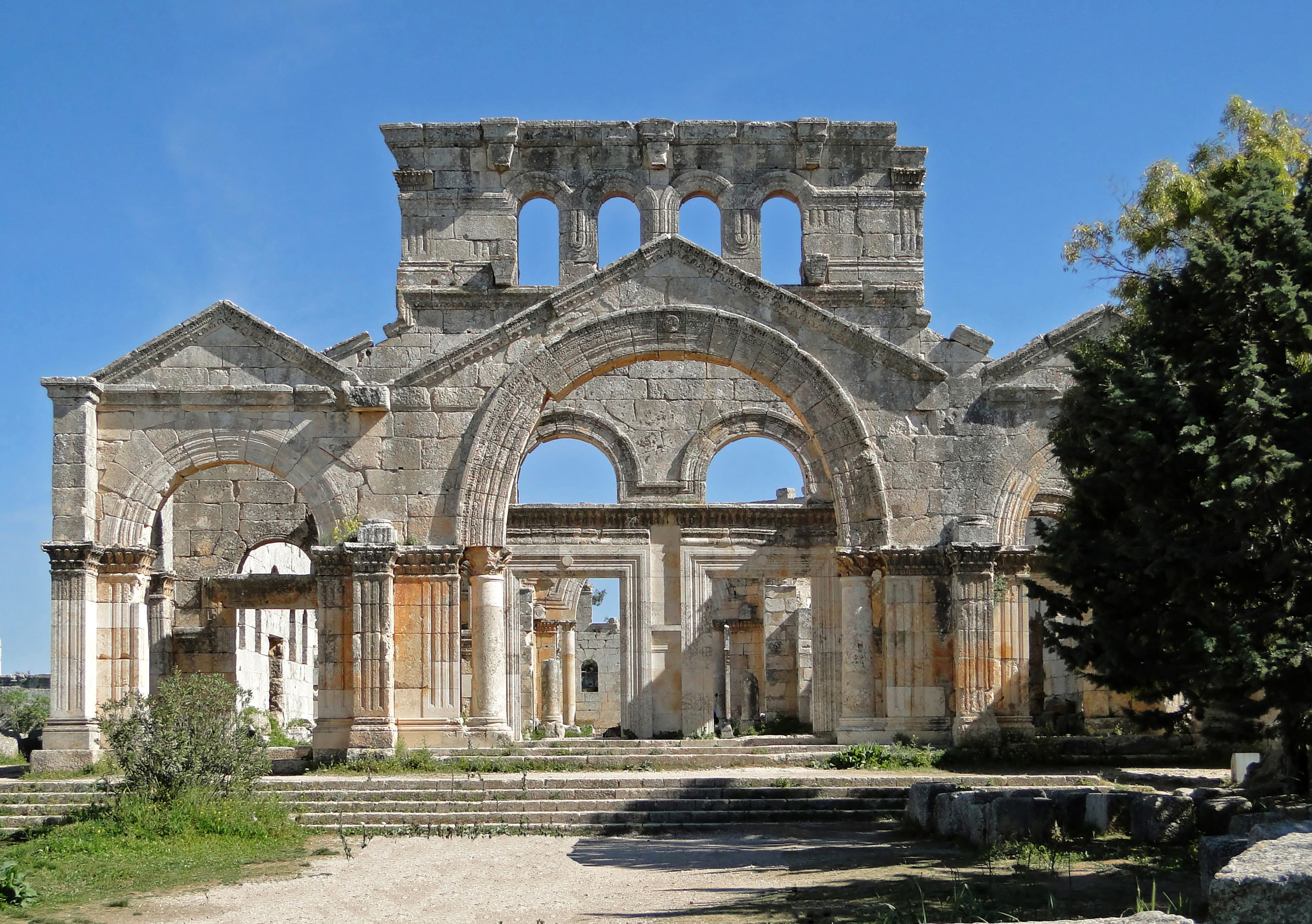
Kyrkans södra fasad
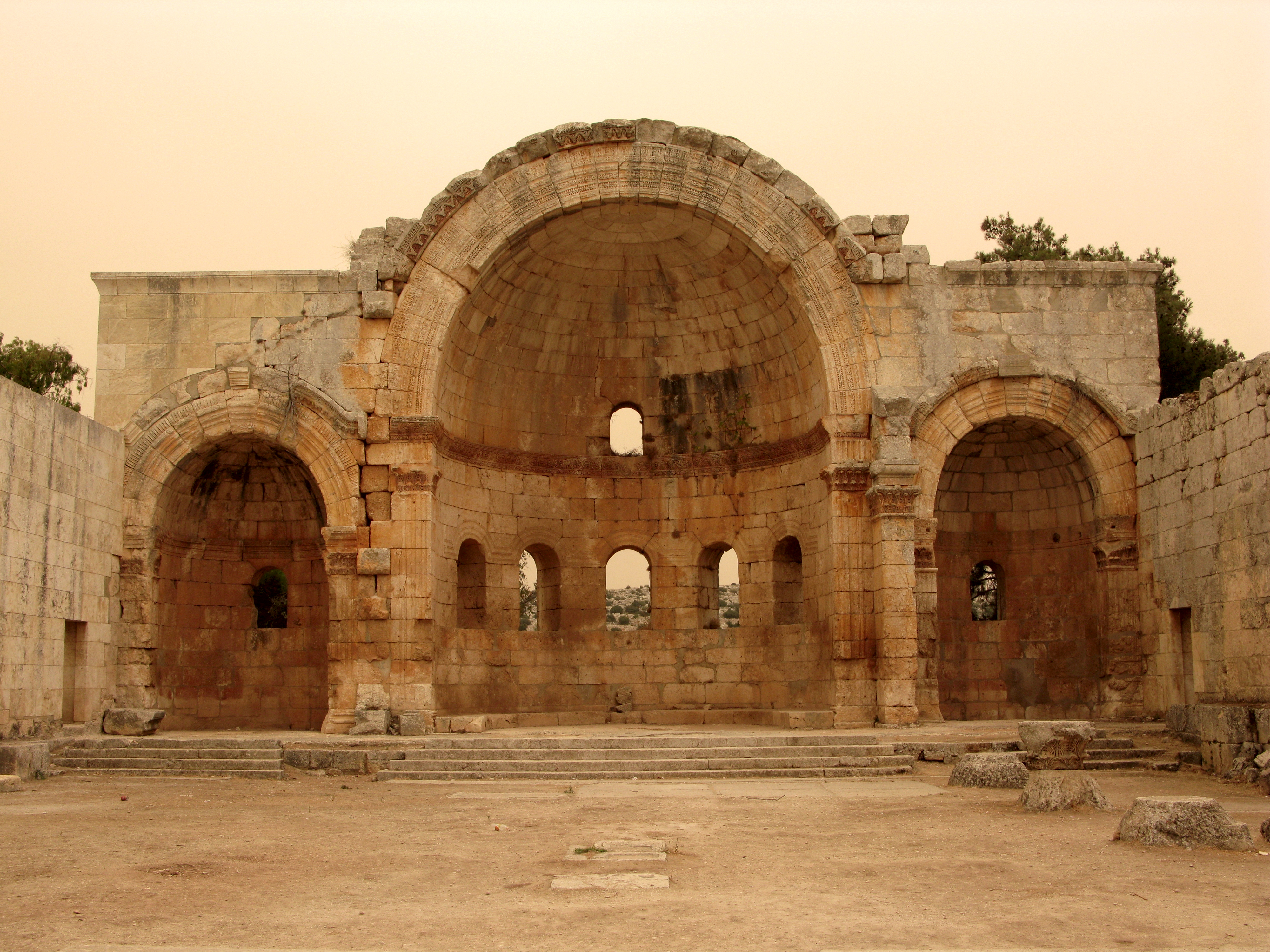
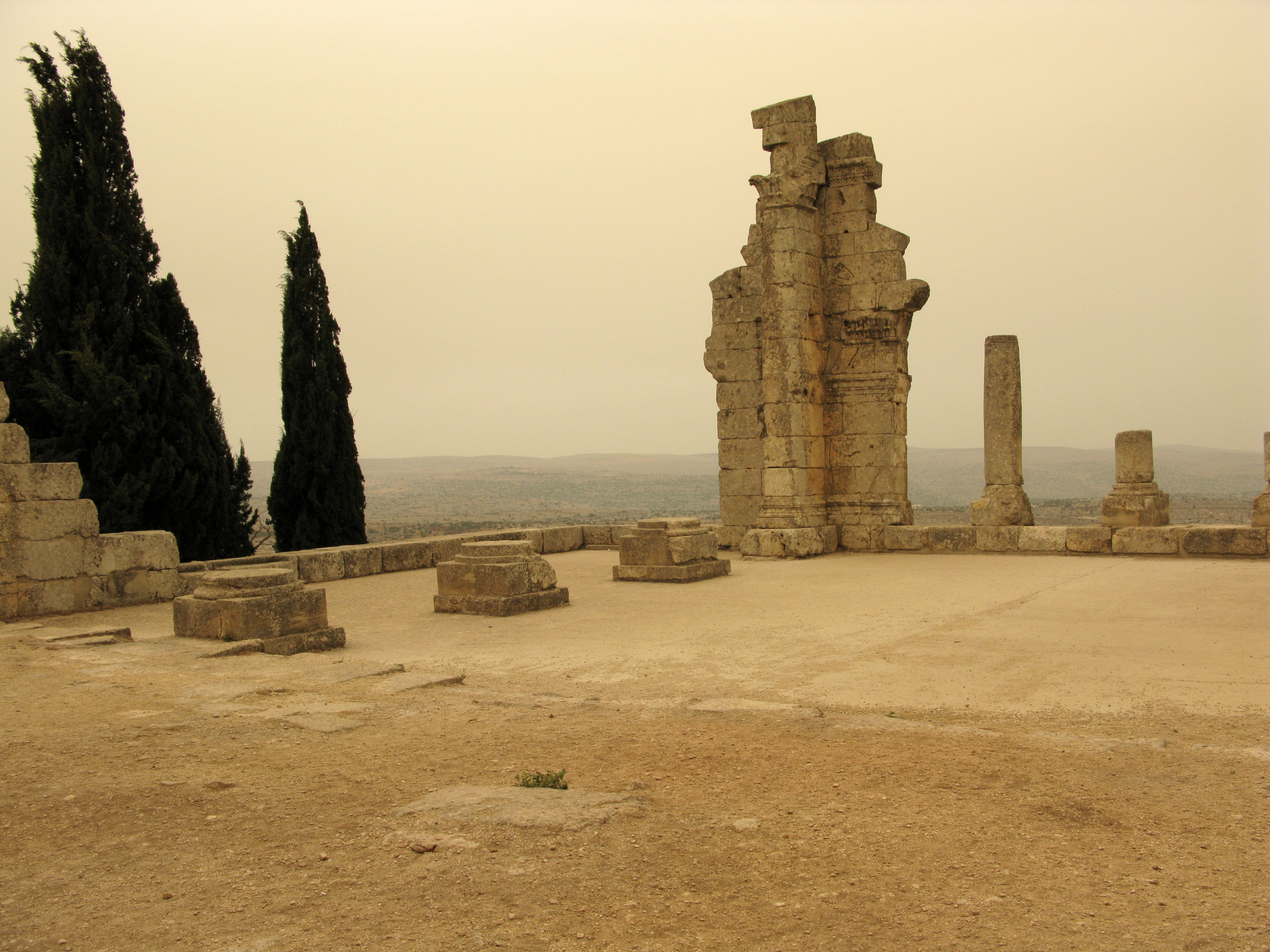
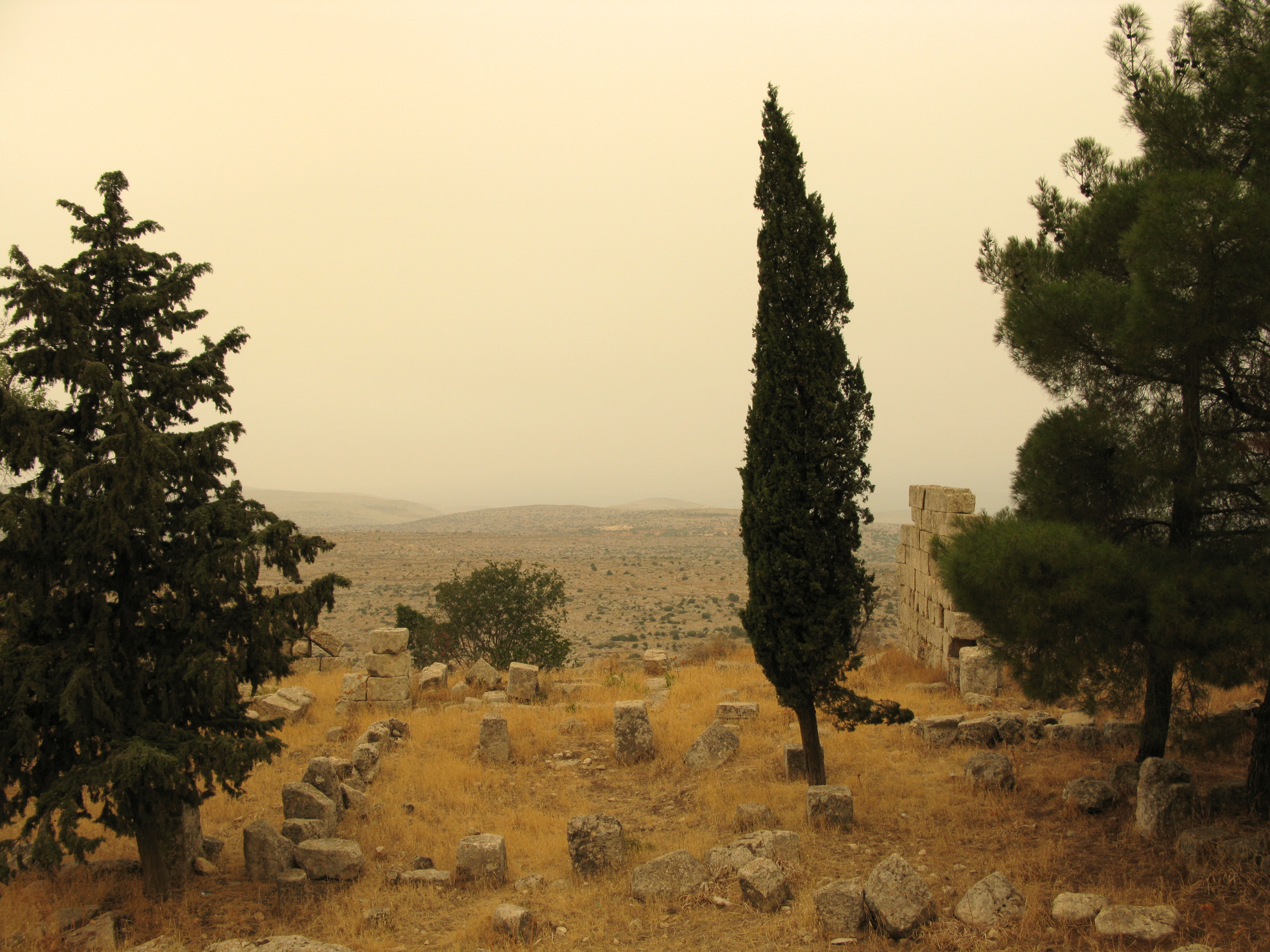